# Pierre le Caïd
Le caïd Pierre (en latin Petrus ; en italien Pietro), plus tard surnommé « Ahmâd as-Siqîllî » (« Ahmed le Sicilien » en arabe), est un eunuque et un personnage important de la Cour du royaume de Sicile, sous le règne du roi Guillaume le Mauvais (1154-1166) et au tout début du règne du roi Guillaume le Bon (1166-1189).

## Biographie
Pierre, bien que portant un prénom d'origine chrétienne, est à l'origine un musulman prénommé Ahmed et originaire de l'île de Djerba. D'après l'historien arabe Ibn Khaldoun, Ahmed aurait été élevé à Palerme, à la cour du roi Roger II de Sicile (1130-1154), et devint employé au service du royaume. C'est probablement à cette époque qu'il se convertit au christianisme et prit le nom de Pierre. Sous le règne du fils et successeur du roi Roger, Guillaume Ier de Sicile, c'est un eunuque faisant partie de l'entourage du roi pour le compte duquel il assume la haute charge de chancelier (cancellarius). Il commande également la flotte sicilienne dans au moins deux expéditions : l'une menée dans les Baléares, l'autre à Mahdia.
Au printemps 1166, à la mort du roi Guillaume qui laissa pour successeur un adolescent, Guillaume II de Sicile, Pierre n'échappe pas aux complots et sera même menacé de mort par le comte Gilbert de Gravina, qui jalousait notamment l'un des conseillers de la reine et régente Marguerite, Richard de Mandra, que Pierre soutenait. Pierre n'osa plus sortir sans une nombreuse escorte et songea à quitter la Sicile. En grand secret, il fait équiper un navire et fuit en Afrique. Il est remplacé à la chancellerie du royaume par Étienne du Perche, un homme jeune et inexpérimenté, et cousin de la reine. Hugues Falcand, peut-être pour le discréditer, le dépeint comme n'étant qu'un « chrétien que de nom et d'habit mais un sarrasin de cœur ». Il accuse également Pierre d'avoir quitter la Sicile en emportant avec lui une grosse somme d'argent.
Pierre débarque à Tunis où il servit les intérêts des Almohades. Il retourne à l'islam, reprend son prénom d'origine, Ahmed, et fut surnommé « Ahmed es-Sikeli » c'est-à-dire, « Ahmed le Sicilien ». Il passa ensuite au Maroc où le calife almohade Abu Yusuf Yaqub al-Mansur lui confia le commandement de sa flotte. Ahmed se distingua dans la guerre maritime contre les chrétiens.

## Sources primaires
- Hugues Falcand, Histoire des Tyrans de Sicile (1154-1169)
- Romuald Guarna de Salerne, Histoire
- Ibn Khaldoun, B.A.S., t. II, p. 166 et p. 238.